# Kościół w Sietzing
Kościół w Sietzing (niem. Dorfkirche Sietzing) – protestancki kościół filialny znajdujący się w niemieckiej gminie Letschin, w dzielnicy Sietzing. Należy do parafii Letschin-Gorgast. 

## Historia
Sietzing należał pierwotnie do parafii w Neulewinie, a od 1775 do parafii Friedland. Kościół wzniesiono w 1803 roku. 1 listopada 1866 stał się siedzibą samodzielnej parafii, lecz już w 1873 włączono ją do parafii Wuschewier, a po jej rozwiązaniu w 1921 włączono ją do parafii Alttrebbin. W 1883 do kościoła dobudowano szachulcową wieżę i zawieszono na niej dwa dzwony. W latach 50. XX wieku z boku wieży dobudowano kostnicę oraz wymieniono dach świątyni, który gruntownie odnowiono w 1988. W latach 80. wyremontowano wieżę, podczas remontu usunięto jej szachulcową konstrukcję i zastąpiono ceglaną. W 2019 roku w kościół odrestaurowano oraz przeprowadzono w nim prace archeologiczne.

## Architektura i wyposażenie
Świątynia szachulcowa, jednonawowa. Wnętrze zdobi skromny ołtarz z wbudowaną amboną, pochodzący z czasu budowy kościoła. Z podobnego okresu pochodzi znajdująca się na prawo od ołtarza drewniana chrzcielnica. Na emporze organowej znajduje się tablica upamiętniająca Heinricha Friedricha von Itzenplitza, założyciela parafii Sietzing. Na wieży zawieszone są dwa stalowe dzwony z 1873, pochodzące z odlewni Bochumer Verein.

## Galeria

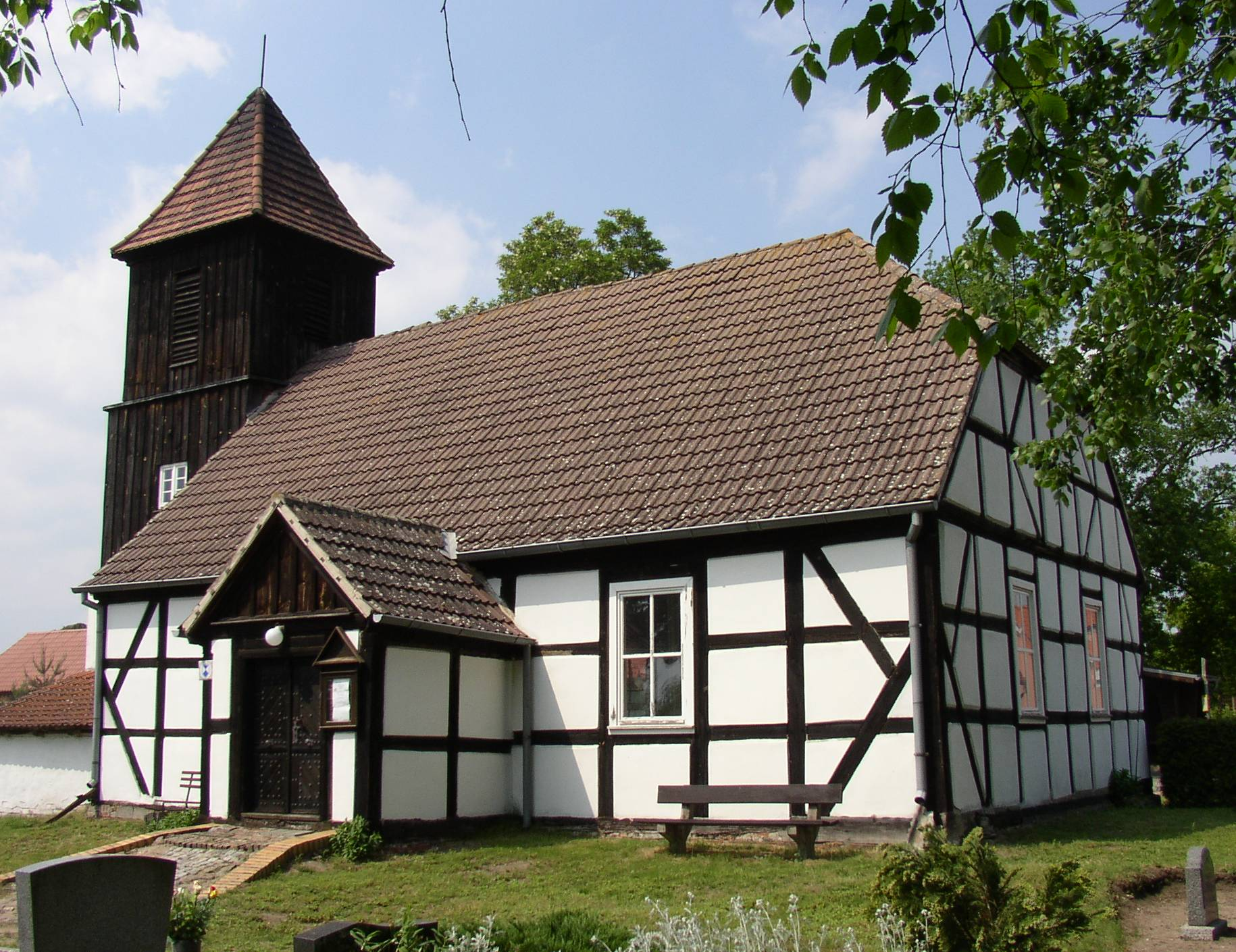
Widok z południowego wschodu, 2007
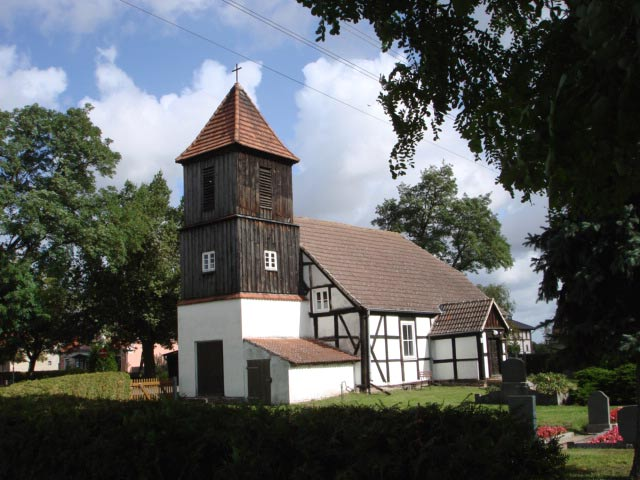
Widok z południowego zachodu, 2010
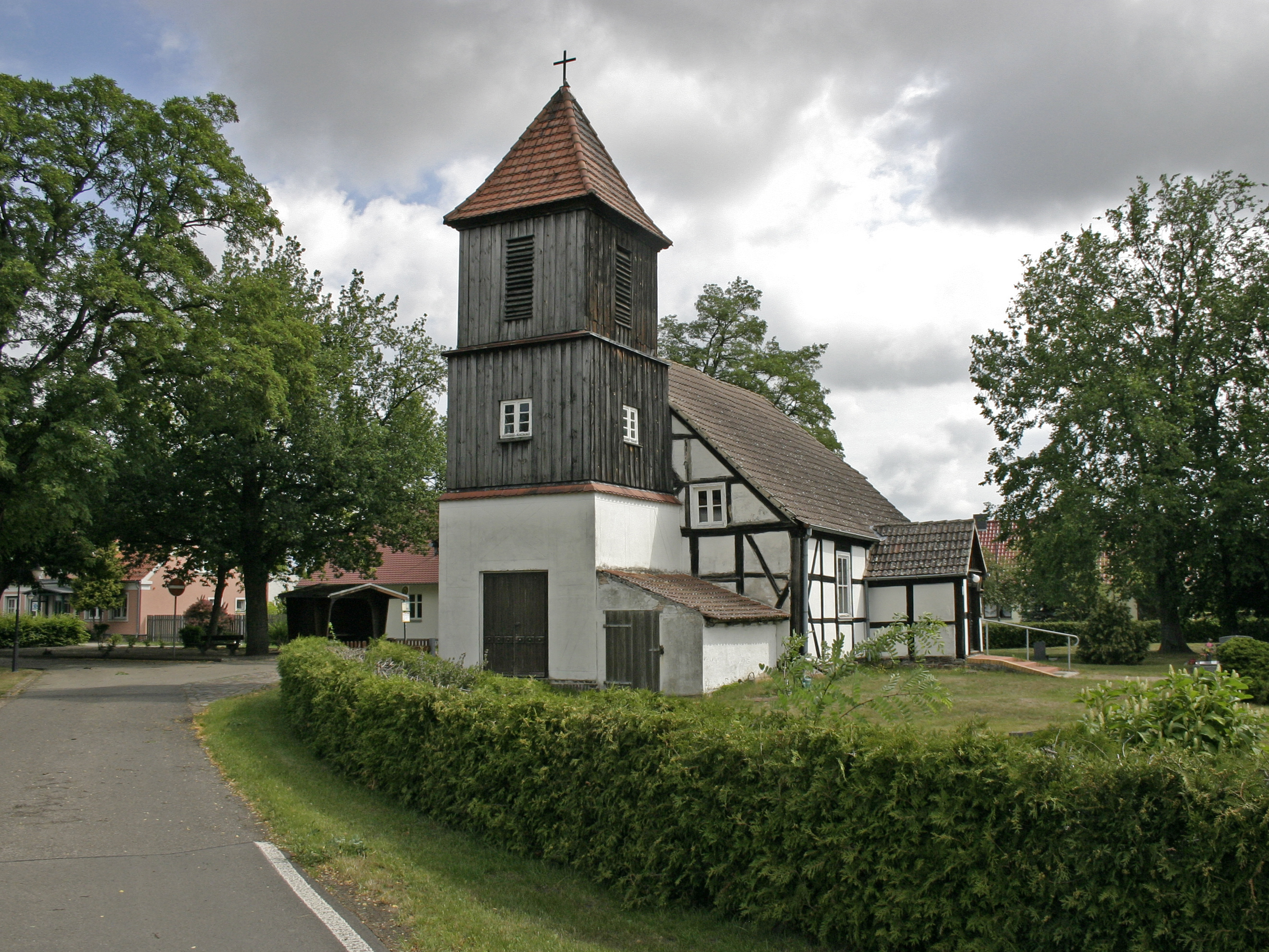
Widok z południowego zachodu, 2015